# Spirit of America (álbum)
Spirit of America es un álbum doble de compilación de The Beach Boys publicado en 1975. Es considerado como una continuación de la exitosa compilación Endless Summer, ambas por el sello Capitol Records. Este álbum llegó al puesto número ocho en Estados Unidos y estuvo en las listas de ventas por 43 semanas.

## Historia
Después del enorme éxito de su precursor, Capitol recopilado y editó los éxitos restantes que quedaron de Endless Summer, además de dos sencillos peculiares: "The Little Girl I Once Knew" y "Break Away". Aunque son pequeños éxitos genuinos, Spirit of America proveyó de otro éxito a The Beach Boys con su antiguo sello, llegando al puesto n.º 8 en Estados Unidos, y llegando al disco de oro por las masivas ventas.
Al igual que Endless Summer, Spirit of America fue compilado y publicado mientras The Beach Boys fueron contratados por Reprise Records y, como tal, no es considerado un álbum "oficial" de ellos.
Debido a la existencia de compilaciones puestas al día y más completas, Spirit of America, y la continuación Sunshine Dream de 1982, son discos que actualmente están descatalogados.

## Lista de canciones
Todas por Brian Wilson/Mike Love, excepto donde se indica.
| Lado A |                                                             |          |  |
| N.º    | Título                                                      | Duración |  |
| 1.     | «Dance Dance Dance» (Brian Wilson, Carl Wilson y Mike Love) | 1:59     |  |
| 2.     | «Break Away» (Brian Wilson y Reggie Dunbar)                 | 2:54     |  |
| 3.     | «A Young Man is Gone» (Bobby Troup y Mike Love)             | 2:15     |  |
| 4.     | «409» (Brian Wilson, Mike Love y Gary Usher)                | 2:00     |  |
| 5.     | «The Little Girl I Once Knew» (Brian Wilson)                | 2:26     |  |
| 6.     | «Spirit Of America» (Brian Wilson y Roger Christian)        | 2:23     |  |

| Lado B |                                              |          |  |
| N.º    | Título                                       | Duración |  |
| 7.     | «Little Honda»                               | 1:51     |  |
| 8.     | «Hushabye» (Pomus y Shuman)                  | 2:40     |  |
| 9.     | «Hawaii»                                     | 1:59     |  |
| 10.    | «Drive-In»                                   | 1:50     |  |
| 11.    | «Good to My Baby»                            | 2:17     |  |
| 12.    | «Tell Me Why» (John Lennon y Paul McCartney) | 1:38     |  |

| Lado C |                                                            |          |  |
| N.º    | Título                                                     | Duración |  |
| 13.    | «Do You Remember?»                                         | 1:37     |  |
| 14.    | «This Car of Mine»                                         | 1:35     |  |
| 15.    | «Please Let Me Wonder»                                     | 2:45     |  |
| 16.    | «Why Do Fools Fall In Love?» (Frankie Lymon y Morris Levy) | 1:58     |  |
| 17.    | «Custom Machine»                                           | 1:38     |  |

| Lado D |                                       |          |  |
| N.º    | Título                                | Duración |  |
| 18.    | «Barbara Ann» (Fred Fassert)          | 3:07     |  |
| 19.    | «Salt Lake City»                      | 2:00     |  |
| 20.    | «Don't Back Down»                     | 1:44     |  |
| 21.    | «When I Grow Up (To Be a Man)»        | 2:02     |  |
| 22.    | «Do You Wanna Dance?» (Bobby Freeman) | 2:18     |  |
| 23.    | «Graduation Day» (Sherman y Sherman)  | 2:17     |  |

- "Barbara Ann" (primera canción del Lado D), es la versión original de Beach Boys' Party!, sin recortes.

La canción "Dance, Dance, Dance" que aparecen en este álbum, también es de los dos temas de The Beach Boys incluidos en una promoción de varios álbumes de compilación de artistas emitidos por Capitol Records titulado "La Mejor Música Alguna vez Vendida" (Capitol SPRO-8511/8512), que se distribuyó a las tiendas durante la temporada de 1976 de vacaciones, como parte de Capitol "Gran Música Jamás Vendida", la campaña que promovió en total quince álbumes Best of.... "Help Me, Rhonda" de Endless Summer, era la otra canción de The Beach Boys que fue incluida.